# Episodi di Doraemon (serie animata 1979) (sesta stagione)
Questa è la lista degli episodi della sesta stagione dell'anime 1979 di Doraemon.

## Episodi
| Nº Ja | Nº It | Titolo italiano Giapponese 「Kanji」 - Rōmaji | In onda           | In onda           |
| Nº Ja | Nº It | Titolo italiano Giapponese 「Kanji」 - Rōmaji | Giapponese        | Italiano          |
| 740   | 232   | Il sottomarino sotterraneo 「ゼンマイ式潜地艦」 - Zenmai shiki sen chi kan | 6 gennaio 1984    | 3 maggio 2004     |
| 740   | 232   | Gian e Suneo vogliono picchiare ingiustamente Nobita, che ha dimenticato una scarpa e lo zaino sulla collina dietro la scuola. Per aiutare l'amico, Doraemon tira fuori un sottomarino in grado di muoversi nella terra. Dopo alcuni imprevisti, riesce ad arrivare sulla collina e riprendersi gli effetti personali. |                   |                   |
| 741   | 230   | Prevenzione dei crimini 「することレンズ」 - Surukoto renzu | 13 gennaio 1984   | 29 aprile 2004    |
| 741   | 230   | Nobita fa un regalo a Doraemon, il quale scopre con un chiusky che nel pacco c'è un topo, infuriandosi col ragazzo. Quando Nobita chiede ulteriori informazioni a Doraemon, questi gli spiega che ha usato gli occhiali anticipatori: indossandoli si scopriranno le intenzioni di una persona ancora prima che decida di farlo. I due scoprono poi che Gian vuole picchiare Suneo e intendono avvertirlo, ma apprendono che Suneo ha intenzione di sparare loro con una pistola giocattolo. In seguito scoprono che un uomo intende rapire un bambino, scippare una borsa e rubare in una casa. Doraemon e Nobita decidono di fermarlo e, grazie a un chiusky, l'uomo fallisce i tre reati, ma viene scoperto dal padrone di casa. L'uomo quindi gli racconta che intendeva rubare perché è rimasto senza lavoro e ha la moglie malata, così il padrone decide di assumerlo nella sua azienda.                       |                   |                   |
| 742   | 234   | La pozione della cattiveria 「悪魔のイジワール」 - Akuma no ijiwaaru | 20 gennaio 1984   | 5 maggio 2004     |
| 742   | 234   | Doraemon è stufo dei capricci di Nobita e vuole bere la pozione della cattiveria, ma ci rinuncia. Il contenuto della fiala viene però bevuta da Nobita, che si attira su di sé la cattiveria dell'altra gente: infatti, mentre cerca di andare da Shizuka per fare i compiti, succedono continuamente imprevisti a Nobita; la stessa cosa si verifica quando deve andare in bagno e finisce per farsela addosso. |                   |                   |
| 743   | 244   | La macchina riacquistatrice 「自動買い取り機」 - Jidou kaitori ki | 27 gennaio 1984   | 1º settembre 2004 |
| 743   | 244   | È un giorno freddo e Nobita deve fare la spesa, ma spende i soldi nell'acquisto di una lattina di tè caldo. Dopo aver raggiunto la cameretta senza farsi scoprire dalla madre, trova Doraemon alle prese con la macchina riacquistatrice: inserendo qualcosa acquistato si avranno indietro i soldi. Dopo aver usato la macchina per rimediare al suo errore, Nobita ne approfitta per scambiare dei libri che non gli servono più con denaro, per poterne acquistare di nuovi. Tuttavia Gian rompe un libro appena comprato da Nobita, e Shizuka vuole indietro un libro che aveva prestato all'amico, ma che egli ha rivenduto. Dopo aver racimolato il decuplo del valore del libro di Shizuka, anche vendendo delle riviste erotiche di Nobisuke, Doraemon e Nobita riescono a farsi ridare il libro dalla macchina e restituirlo alla ragazza. Si scopre poi che le riviste nascondevano i risparmi di Nobisuke. |                   |                   |
| 744   | 238   | La pistola soffia-personalità 「たましいふきこみ銃」 - Tamashii fukikomi juu | 3 febbraio 1984   | 11 maggio 2004    |
| 744   | 238   | Dopo essere stato picchiato da Gian, Nobita vorrebbe potersi vendicare. Doraemon tira fuori la pistola soffia-personalità: soffiando si infonderà metà della propria personalità in un'altra persona, che sarà costretta a obbedire agli ordini dell'altro. Dopo aver approfittato del chiusky per trascorrere del tempo con Shizuka, Nobita usa il chiusky per vendicarsi di Gian. |                   |                   |
| 745   | 236   | La medaglietta della compassione 「カワイソメダル」 - Kawai somedaru | 10 febbraio 1984  | 7 maggio 2004     |
| 745   | 236   | Doraemon e Nobita trovano una gattina abbandonata e il robot tira fuori la medaglietta della compassione: chi la indossa riceverà compassione da tutte le persone. La gattina viene trovata da Tamako che, sotto l'effetto della medaglietta, la adotta. Più tardi Nobita, stufo che tutti lo trattino male, decide di indossare il chiusky e tutti lo trattano bene, ma la situazione peggiora quando Gian e Shizuka litigano per chi deve prendersi cura di Nobita, che lancia via il chiusky. Siccome senza la medaglietta la gattina verrà abbandonata, Doraemon e Nobita sono costretti a cercarla, ma non la trovano. Fortunatamente la gattina viene ritrovata dalle sue proprietarie (una madre e una bambina). |                   |                   |
| 746   | 248   | Il Mosè 「モーゼステッキ」 - Mouzesutekki | 17 febbraio 1984  | 7 settembre 2004  |
| 746   | 248   | Mentre Gian e Suneo giocano in un fiume con una nave telecomandata, essa va a sbattere contro una barca a remi con su Nobita e Shizuka. I due bulli incolpano Nobita dell'accaduto e gli ordinano di andare a recuperarla: Doraemon dà al ragazzo il Mosè: un bastone in grado di dividere le acque, proprio come fece Mosè per il passaggio del mar Rosso. Grazie a ciò Doraemon e Nobita ritrovano la nave e la riportano a Suneo. Quest'ultimo e Gian rubano il bastone a Nobita e lo usano per cercare dei tesori sul letto del fiume; tuttavia a causa della batteria scarica il fiume si richiude e li inghiotte, esattamente come accadde ai soldati del faraone. |                   |                   |
| 747   | 240   | Il tappo inebriante 「ホンワカキャップ」 - Honwakakyappu | 24 febbraio 1984  | 13 maggio 2004    |
| 747   | 240   | Nobita vorrebbe bere alcolici per dimenticare i suoi problemi, così Doraemon gli dà il tappo inebriante: i liquidi filtrati da quel tappo diventano elisir di felicità. I due vanno da Shizuka per farle provare il tappo e, avendo finito per "ubriacarsi", danno a Gian il tappo e gli spiegano come funziona. Intanto Gian e Suneo provano il tappo e si "ubriacano" anche loro, e restituiscono a Doraemon il tappo. |                   |                   |
| 748   | 242   | Il controlla muscoli 「運動神経コントローラー」 - Undoushinkei kontorouraa | 2 marzo 1984      | 30 agosto 2004    |
| 748   | 242   | Doraemon fa fare una commissione a un cane grazie al controlla muscoli, che stimola il sistema nervoso centrale degli animali e li controlla a piacimento. Nobita e Doraemon usano il chisuky per controllare un gatto, ma arriva Suneo, che chiede loro aiuto per riprendersi un elicottero telecomandato rubato da Gian. I due amici, usando il gatto, riescono nell'intento, ma poi Nobita, giocando con l'elicottero, lo distrugge, facendo infuriare Suneo. Per salvarsi la pelle, Nobita e Doraemon decidono di "controllare" il maestro, passato in strada in quel momento. |                   |                   |
| 749   | 250   | Il mappamondo sfasatempo 「時差時計」 - Jisa tokei | 9 marzo 1984      | 9 settembre 2004  |
| 749   | 250   | Nobita vede la Luna dalla finestra della camera, malgrado sia dì; Doraemon rivela di aver usato un chiusky in grado di cambiare fuso orario: il mappamondo sfasatempo. Il ragazzo però sottrae a Doraemon il mappamondo e lo usa prima per evitare gli allenamenti di baseball, poi per passare il pomeriggio con Shizuka e infine per fare i compiti. Tuttavia Nobita dimentica di reimpostare il fuso orario correttamente, lasciando quello di Nuova Delhi; di conseguenza il giorno dopo Nobita e Nobisuke si svegliano tardi. |                   |                   |
| 750   | 254   | Risparmi e prestiti 「フエール銀行」 - Fueuru ginkou | 16 marzo 1984     | 15 settembre 2004 |
| 750   | 254   | Nobita è disperato perché ha sperperato quasi tutti i suoi soldi e Doraemon tira fuori l'ottima banca che, inserendo del denaro, paga il 10% di interesse ogni ora. Dopo aver sparso la voce agli amici, Nobita vorrebbe un prestito di 5000 ¥ per comprare un'astronave di Guerre stellari in miniatura, ma Doraemon glielo sconsiglia, siccome se non si riesce a saldare il debito, si verrà puniti dal chiusky. Il ragazzo però non dà ascolto all'amico e fa di testa sua, ritrovandosi prima senza calze e poi senza maglietta e pantaloni. In quel frangente una zia regala a Nobita 5000 ¥: il giovane è salvo e va a saldare il debito ma si trova completamente nudo. |                   |                   |
| 751   | 252   | La sbircia tavoletta 「のぞき穴ボード」 - Nozoki ana boudo | 23 marzo 1984     | 13 settembre 2004 |
| 751   | 252   | Per risalire a quale cane defeca davanti casa, Doraemon e Nobita tornano indietro nel tempo e usano la sbircia tavoletta, in cui si possono fare degli spioncini per spiare vari luoghi. Più tardi – mentre Doraemon è a un appuntamento galante – Nobita usa la tavoletta per spiare gli amici e perseguitare Gian che ha rubato un giornalino a un bambino. Suneo però scopre il trucco e lo riferisce a Gian, che cerca di picchiare Nobita. |                   |                   |
| 752   | 260   | La nuvola 「雲かためガス」 - Kumo katame gasu | 30 marzo 1984     | 23 settembre 2004 |
| 752   | 260   | Nobita, Doraemon e Shizuka sono stufi del rumore cittadino, così decidono di andare su una nuvola dopo averla fissata in aria con un chiusky e si divertono. Tuttavia dopo un po' Tamako ordina a Nobita di tornare a casa e i tre decidono di scendere. Gian e Suneo, invidiosi, impongono a Doraemon di farli salire con la dokodemo porta, ma vengono inseguiti da un gruppo di persone, siccome la nuvola, bloccata nel cielo, oscura le abitazioni sottostanti. |                   |                   |
| 753   | 246   | Buchi di memoria 「メモリーディスク」 - Memorii deisuku | 13 aprile 1984    | 3 settembre 2004  |
| 753   | 246   | Per aiutare Tamako a ritrovare il portafogli, Doraemon usa il memory, costituito da un disco che estrae la memoria dalla persona sui cui è messo. Successivamente Doraemon usa il chiusky per cancellare dalla memoria di Gian e Suneo il fatto che Nobita si fosse urinato addosso davanti a loro. Successivamente Nobita vorrebbe usare il memory per cancellare la memoria al maestro, che ha assegnato un sacco di compiti, ma Doraemon non vuole e si mettono a litigare. |                   |                   |
| 754   | 258   | A caccia di tragedie 「やじうまアンテナ」 - Yajiuma antena | 20 aprile 1984    | 21 settembre 2004 |
| 754   | 258   | Nobita vorrebbe assistere a qualche incidente come i suoi amici; Doraemon e Nobita vanno in cerca di tragedie tramite il localizza calamità. I due trovano un ladro che rapina una banca e scattano le foto per gli amici, che vorrebbero vedere un incidente in diretta. Dopo aver saputo che alle 8 di sera succederà un incidente a un benzinaio, Nobita lo racconta agli amici. Tuttavia, siccome l'autista di un camion di dinamite si addormenterebbe e schianterebbe sulle pompe di benzina, provocando una catastrofe, Doraemon decide di svegliare il camionista in tempo, lasciando arrabbiati Gian e Suneo che speravano in una tragedia. |                   |                   |
| 755   | 256   | Il fan club di Gian 「ジャイアンへのホットなレター」 - Jaian heno hotto na retaa | 27 aprile 1984    | 17 settembre 2004 |
| 755   | 256   | Suneo si vanta di aver vinto una foto di Tsubasa Ito con il suo autografo a un concorso in cui bisogna scrivere una lettera alla cantante e di essere il presidente del suo fan club. Gian desidera organizzare un concorso analogo, appioppando i preparativi a Nobita e Doraemon. Siccome le lettere che ricevono Nobita e Doraemon sono irriverenti verso Gian, i due decidono di scriverne una falsa e diventano i vincitori. |                   |                   |
| 756   | 262   | Il taglia-spazio 「ロッカーカッター」 - Rokkaa kattaa | 4 maggio 1984     | 27 settembre 2004 |
| 756   | 262   | Doraemon mostra a Nobita il taglia-spazio che permette di creare un armadietto dove si vuole nell'iperspazio. Grazie a esso crea un nuovo posto per i fumetti, ma poi usa il chiusky per infastidire gli amici. Questi ultimi lo scoprono e lo puniscono bloccandolo nell'iperspazio. |                   |                   |
| 757   | 272   | L'uomo della pioggia 「雨男はつらいよ」 - Ameotoko hatsuraiyo | 11 maggio 1984    | 11 ottobre 2004   |
| 757   | 272   | Nobisuke è depresso e, tramite un chiusky, Doraemon scopre che il suo direttore generale lo ha accusato di essere un "uomo della pioggia", perché ogni volta che Nobisuke gioca a golf si mette a piovere; di conseguenza i suoi colleghi non vogliono più che giochi con loro. Doraemon e Nobita decidono allora di portare al golf un "uomo del sole", capace di contrastare l'effetto di Nobisuke; a tale scopo trovano Gian e Shizuka. Il giorno dopo, durante la partita, il tempo è bello finché Gian non decide di andare a casa, iniziando a piovere. Nobita e Doraemon sono costretti a portare sul posto Shizuka, che sta facendo il bagno. |                   |                   |
| 758   | 50    | La canna da pesca sotterranea 「地中さかなつり」 - Chichū sakana tsuri | 18 maggio 1984    | 4 aprile 2003     |
| 758   | 50    | Invidiosi per i racconti di Suneo sulle sue esperienze di pesca in mare, Doraemon e Nobita usano uno speciale kit da pesca che permette di pescare pesci del mare direttamente dal parco abbandonato, ma anche uno squalo attraversa il cerchio che collega il parco al mare. In seguito a molte difficoltà, Doraemon riesce a fargli riattraversare il cerchio, mentre Nobita si prende la colpa dei danni fatti dallo squalo durante l'inseguimento e viene rimproverato dal maestro, Shizuka e altre persone coinvolte. |                   |                   |
| 759   | 4     | La macchina eco 「山びこ山」 - Yamabiko yama | 25 maggio 1984    | 4 marzo 2003      |
| 759   | 4     | Per far fare i compiti a Nobita, Doraemon usa una speciale macchina capace di registrare frasi e ripeterle a distanza di tempo, la macchina eco. Scoperto il funzionamento della macchina, Nobita la usa però per imbrogliare la madre e uscire di casa senza aver fatto i compiti. Dopo essersi incontrato con gli amici, capisce che potrebbe usare quella macchina per registrare tutte le cose che lui e gli altri pensano di Gian, ma che non hanno il coraggio di dirgli. Questo però sopraggiunge e, credendo la macchina un karaoke, la sottrae per registrare le sue canzoni. Tuttavia, essendo già stata impostata dagli altri la data dell'eco, il chiusky riproduce le stonate canzoni di Gian, che disturbano tutta la città. |                   |                   |
| 760   | 21    | La gomma dell'impegno 「シャラガム」 - Shara gamu | 1º giugno 1984    | 17 marzo 2003     |
| 760   | 21    | Nobita, data la sua scarsa forza di volontà, chiede a Doraemon di prestargli qualcosa per diventare più determinato. Così, ottiene una gomma da masticare: resiste così al pisolino pomeridiano, a guardare un programma televisivo, a giocare con Shizuka e alla prepotenza di Gian per poter terminare le lezioni. Avvenuto ciò, Doraemon rivela al ragazzo che la gomma dell'impegno era in realtà una semplice gomma da masticare, e che per raggiungere un obiettivo basta impegnarsi. |                   |                   |
| 761   | 74    | Un'impresa ardua 「超リアル・ジオラマ作戦」 - Chou riaru・jiorama sakusen | 8 giugno 1984     | 24 aprile 2003    |
| 761   | 74    | Nobita costruisce un diorama, ma viene schernito da Suneo, che gli mostra un diorama molto più bello. Mentre il cugino di Suneo istruisce il ragazzo su come perfezionare il suo, Doraemon va nel futuro per acquistare un chiusky per aiutare Nobita a migliorare il suo. Nobita – che nel frattempo aveva scommesso con Suneo di batterlo – si trova in difficoltà quando Doraemon torna nel presente senza il chiusky. Decide allora di arrangiarsi con altri chiusky e riesce a battere il rivale. |                   |                   |
| 762   | 6     | La mongolfiera a risparmio energetico 「エネルギー節約熱気球」 - Enerugī setsuyaku netsuki kyū | 15 giugno 1984    | 5 marzo 2003      |
| 762   | 6     | Suneo si vanta di avere la possibilità di fare un giro in mongolfiera, suscitando la curiosità e l'invidia di Nobita. Doraemon gli presta così una piccola mongolfiera, capace di funzionare con il solo calore di un accendino. Tuttavia la mongolfiera può contenere solo due persone, e visto che Nobita vuole farla provare a Shizuka, Doraemon è costretto a scendere. Nel pilotare, Nobita regola però male l'accendino, finendo così il combustibile: per ritornare a terra, sono così costretti a bruciare i loro vestiti. |                   |                   |
| 763   | 8     | La messinscena di nobita 「神さまセット」 - Kamisama setto | 22 giugno 1984    | 6 marzo 2003      |
| 763   | 8     | Nobita viene inseguito da Gian e Suneo, che lo vogliono picchiare. Doraemon grazie a un chiusky si spaccia così per Dio e riesce ad aiutare l'amico. Tornato a casa, anche quest'ultimo vuole provare il chiusky e inizialmente fa delle buone azioni, restituendo ad esempio a tutti i bambini del quartiere gli oggetti che Gian gli aveva sottratto. Quando però Suneo e altri ragazzi iniziano ad abusare nelle richieste, Nobita si riprende tutto ciò che aveva restituito e obbliga tutti a portare le loro paghette al Parco Abbandonato. Sopraggiunge però Doraemon, che smaschera Nobita e lo lascia circondato da tutti gli altri ragazzi, infuriati. |                   |                   |
| 764   | 10    | La petpen 「ペットペン」 - Petto pen | 29 giugno 1984    | 7 marzo 2003      |
| 764   | 10    | Nobita vuole un animale domestico, sebbene sua madre glielo impedisca. Doraemon gli presta così la petpen, una penna capace di dare vita agli animali disegnati su carta, anch'essa speciale. Nobita disegna così un cane, che si dimostra però uguale al suo padrone: pigro, smemorato e fifone. Quando, mentre Nobita cerca di addestrarlo nel parco cittadino, viene rincorso da un gatto, scappa verso casa, ma nel nascondersi finisce sotto il foglio che Doraemon usa per cancellare i disegni della petpen venuti male, scomparendo. Nobita vuole usare nuovamente il chiusky, tuttavia scopre che l'inchiostro è esaurito, poiché prima ha prestato la penna anche ai suoi amici. |                   |                   |
| 765   | 12    | Il ghiaccio profumo 「エスキモーエキス」 - Esukimō ekisu | 6 luglio 1984     | 10 marzo 2003     |
| 765   | 12    | Sebbene sia un'estate particolarmente afosa, Gian obbliga gli amici a fare una gara di resistenza: chiusi nella stanza più esposta al sole, vestiti in modo pesante e persino con la stufa accesa. Il primo che avrebbe rinunciato, sarebbe stato costretto a pagare pegno. Doraemon presta così a Nobita una particolare bibita capace di fare abbassare per chi la beve la temperatura di tre gradi ogni volta che la persona stessa (o qualcuno ad essa vicina) pronuncia la parola caldo. Nobita vince la sfida, ma Gian e Suneo scoprono il trucco e lo obbligano a prestargli la bibita: a causa di un imprevisto, i due finiranno però congelati. |                   |                   |
| 766   | 14    | Il bicondizionatore 「サンタイン」 - San tain | 13 luglio 1984    | 11 marzo 2003     |
| 766   | 14    | Per sopportare il caldo d'estate, Doraemon usa delle speciali pillole capaci di far diventare una persona di stato liquido o gassoso e lo presta anche a Nobita, che però lo usa per fare scherzi a sua madre e a Gian. Tuttavia, quando l'effetto delle pillole termina, la vendetta di Gian non si fa attendere e Nobita è costretto a scappare da lui. |                   |                   |
| 767   | 106   | La tasca di riserva 「四次元ポケットのスペア」 - Yojigen poketto no supea | 20 luglio 1984    | 25 novembre 2003  |
| 767   | 106   | Doraemon, dopo aver lavato il suo gattopone di riserva, lo mette ad asciugare: Nobita, avendo notato ciò, decide quindi di usarlo all'insaputa dell'amico per poter essere "Doraemon per un giorno". Le varie azioni compiute da Nobita con il gattopone creano tuttavia numerosi problemi e rendono Doraemon furioso. Per sfuggire da quest'ultimo Nobita si nasconde nel gattopone; senza saperlo, Doraemon mette nuovamente la tasca di riserva nella lavatrice. Il ragazzo esce così scombussolato dalla centrifuga. |                   |                   |
| 768   | 15    | Un super eroe 「ウルトラヒーロー」 - Urutora hīrō | 27 luglio 1984    | 12 marzo 2003     |
| 768   | 15    | Dopo aver visto un episodio di un cartone animato con protagonista un super eroe, Nobita decide di diventare un paladino della giustizia. Gian e Suneo tuttavia lo deridono, dicendogli che non sarebbe mai riuscito a raggiungere il suo obiettivo. Con l'aiuto di Doraemon costruisce allora una città in miniatura e ci fa andare i suoi amici mentre dormono; posiziona infine un drago robot che avrebbe distrutto la città e che nei panni di SuperNobita avrebbe dovuto sconfiggere. Non riesce però a vincere il drago e fa una pessima figura con i suoi amici che il giorno seguente, pur credendo quell'avventura un semplice sogno, rideranno comunque di lui. |                   |                   |
| 769   | 17    | Il fazzoletto magico 「マジックハンカチ」 - Majikku hankachi | 3 agosto 1984     | 13 marzo 2003     |
| 769   | 17    | Per fare colpo su Shizuka, stupita da alcuni trucchi di prestigio di Dekisugi, Nobita decide di diventare un prestigiatore. Per fare ciò si fa prestare da Doraemon uno speciale fazzoletto, capace di far apparire e scomparire oggetti. Prima di mostrare le sue magie a Shizuka, decide però di fare delle prove davanti a Suneo e Gian, che per alcuni errori di Nobita scateneranno l'ira di quest'ultimo. Durante la fuga da Gian, Nobita inciampa e dopo essere caduto sotto al fazzoletto, scompare. Successivamente, Shizuka ritrova il chiusky di Doraemon, facendo così riapparire Nobita. |                   |                   |
| 770   | 19    | L'acchiappaciclone e il vento distruttore 「台風トラップと風蔵庫」 - Taifū torappu to fūzōko | 17 agosto 1984    | 14 marzo 2003     |
| 770   | 19    | Nobita non riesce a dormire, poiché fuori infuria un violento temporale: Doraemon utilizza allora uno speciale macchinario per immagazzinare l'energia del ciclone e poterla riutilizzare in futuro. Nobita decide allora di utilizzare quell'energia per diventare lui stesso un ciclone e vendicarsi di Gian. Questo, venuto a sapere della cosa, è costretto a nascondersi fino a quando l'energia che circonda Nobita non è completamente esaurita. Avvenuto ciò, vuole farla pagare a Nobita, che però riesce a rifugiarsi in casa, con l'intento di riformare intorno a sé un altro ciclone. Sbaglia però a regolare il flusso di energia, finendo così nei guai. |                   |                   |
| 771   | 107   | La mondofinestra 「かんこうりょこう窓」 - Kankouryokou mado | 24 agosto 1984    | 26 novembre 2003  |
| 771   | 107   | Suneo mostra ai suoi amici il filmato che ha fatto durante la sua vacanza, tuttavia Nobita non lo apprezza poiché è sempre presente in primo piano Suneo. Doraemon usa così la mondofinestra, un chiusky con il quale è possibile visitare ogni luogo del mondo: Nobita invita i suoi amici e insieme osservano gli stessi luoghi in cui Suneo si era recato. In seguito quest'ultimo si rammarica di aver perso durante la vacanza la sua costosa videocamera, ma grazie all'aiuto di Doraemon riesce a ritrovarla. |                   |                   |
| 772   | 24    | La macchina spazio-temporale 「時空間とりかえ機」 - Jikū kantori ka eki | 31 agosto 1984    | 18 marzo 2003     |
| 772   | 24    | Nobita ha perso la borsa della spesa con il borsellino di sua madre, e per ritrovarla Doraemon gli fa usare uno speciale macchinario, capace di far ritornare indietro nel tempo una data area, delimitata da uno speciale gessetto. Riesce così nell'intento; esagera però nell'uso della macchina, riperdendo nuovamente la borsa. Tornato a casa, sente i suoi genitori parlare con il fratello di suo padre e raccontarsi che, quando erano piccoli, non riuscirono a mangiare i cachi maturi per averli prestati tutti ad amici e vicini. Nobita e Doraemon tornano così indietro nel tempo per far ricomparire i cachi e rendere felici i due ragazzi. |                   |                   |
| 773   | 23    | La cintura a calamita umana 「人間磁石ベルト」 - Ningenji shaku beruto | 7 settembre 1984  | 18 marzo 2003     |
| 773   | 23    | Nobita deve partecipare ad un'importante partita di baseball, sebbene sia scarso come giocatore. Doraemon gli presta così una cintura capace di attrarre a sé ogni oggetto: con essa riesce sempre ad afferrare e colpire la palla, facendo un'ottima figura con i suoi amici. Per la sua pigrizia, Nobita inizia ad usare però la cintura anche per le azioni più banali. La cintura così si rompe, e Nobita inizia ad attrarre tutti gli oggetti della sua cameretta. |                   |                   |
| 774   | 25    | La macchina per il mare istantaneo 「即席海つくり機」 - Sokuseki umi tsukuriki | 21 settembre 1984 | 19 marzo 2003     |
| 774   | 25    | Nobita è triste, poiché l'estate è finita e lui non ha ancora imparato a nuotare. Doraemon tira fuori dal suo gattopone la macchina per il mare istantaneo, un tubo di vetro con all'interno dell'acqua, capace di creare dell'acqua virtuale, visibile solo con degli appositi occhialini. Nobita impara così a nuotare e si esercita con Shizuka; tuttavia, mentre si riposano, Gian e Suneo rubano loro gli occhialini. Tornato a casa, Nobita fa cadere per sbaglio il tubo di vetro, rompendolo: di conseguenza, l'acqua virtuale scompare e Gian e Suneo precipitano verso terra. Cadono fortunatamente in una fontana, ma presi dall'ansia si dimenticano di saper nuotare. |                   |                   |
| 775   | 27    | Il kit di guardia 「ルームガードセット」 - Ruumugaadosetto | 28 settembre 1984 | 20 marzo 2003     |
| 775   | 27    | La madre di Nobita ha trovato un compito in cui quest'ultimo ha preso zero e lo vuole rimproverare. Nobita se ne accorge però in tempo, e chiede a Doraemon di aiutarlo a barricarsi nella sua stanza. Grazie al kit di guardia la madre di Nobita non riesce ad entrare nella cameretta, poiché non conosce la password d'accesso e viene per questo fulminata dallo stesso chiusky. Per non fare entrare più neanche Doraemon, cambia infine la password; quando però deve uscire dalla cameretta – e quindi rientrarci – se ne dimentica, e viene a sua volta fulminato. La madre di Nobita avrà però compassione del figlio e rimprovererà Doraemon, dandogli la colpa di aver tirato fuori quel chiusky. |                   |                   |
| 776   | 29    | Master Mask 「ガッコー仮面登場」 - Gakkou kamen toujou | 5 ottobre 1984    | 21 marzo 2003     |
| 776   | 29    | Dati i pessimi voti di Nobita, i suoi genitori hanno intenzione di trovargli un insegnante privato. Questo inizialmente rifiuta, poiché non ha voglia di studiare, ma quando uno strano ragazzo mascherato che dice di chiamarsi Master Mask si offre per aiutare Nobita in modo gratuito, è costretto ad accettare. I metodi del nuovo insegnante sono però eccessivamente severi, e Doraemon decide di aiutare Nobita a fuggire da lui. Tuttavia ciò è inutile, poiché in realtà Master Mask è il Nobita delle Medie, tornato nel passato per rimediare ai suoi voti catastrofici nel presente. Arriva infine Super Master Mask, ossia il Nobita delle Superiori: e i tre Nobita si mettono a litigare su chi abbia l'effettiva colpa. Alla fine Nobita continua però a non studiare, poiché quell'incontro gli ha fatto capire che sarà comunque promosso fino al Liceo.                                           |                   |                   |
| 777   | 31    | Il terremotest 「地震訓練ペーパー」 - Jishin kunren peupaa | 12 ottobre 1984   | 24 marzo 2003     |
| 777   | 31    | Mentre Nobita è in classe, avviene un terremoto di lieve intensità. Nobita tuttavia fugge spaventato, venendo deriso dalla classe. Per evitare che Nobita faccia altre brutte figure Doraemon gli presta il terremotest, uno speciale panno che simula scosse di terremoto. Nobita inizia così ad abituarsi fino a non accorgersi più delle scosse. Usa poi il simulatore per fare degli scherzi ai suoi amici, tuttavia Gian, infuriato, strappa il chiusky. La sera stessa avviene un terremoto di forte intensità mentre Nobita sta guardando la televisione, ma, abituatosi ad esso, non si accorge di niente: viene così sgridato dai suoi genitori per la sua disattenzione. |                   |                   |
| 778   | 33    | Il robot fantasma 「ロボット背後霊」 - Robotto haigorei | 19 ottobre 1984   | 25 marzo 2003     |
| 778   | 33    | Suneo racconta di avere un fantasma che lo protegge, spaventando notevolmente Nobita. Quest'ultimo chiede a Doraemon di procuragli a sua volta un fantasma: Doraemon gli dà così una scatoletta contenente un fantasma invisibile. Esso si dimostra però troppo protettivo, e porta in poco tempo i suoi genitori, gli amici, oltre che Nobita stesso, ad avere paura di lui. Visto che l'effetto del chiusky è solo di ventiquattro ore, Nobita passa il tempo rimanente in disparte, arrivando persino a cenare sul tetto di casa, per evitate altri problemi. |                   |                   |
| 779   | 35    | Un successo inaspettato 「ジャイアンのめいわくコンサート」 - Jaian nomeiwaku konsaato | 26 ottobre 1984   | 26 marzo 2003     |
| 779   | 35    | Gian obbliga Nobita e Doraemon ad occuparsi dell'organizzazione del suo concerto. Riescono a creare un'ottima scenografia e persino a procurare delle ballerine robot, oltre che ai costumi di scena. Tuttavia, nessuno vuole recarsi al concerto, data la stonataggine di Gian: così Doraemon è costretto ad usare dei biglietti speciali che obbligano tutti i ragazzi a presentarsi. Sebbene tutti siano preparati al peggio, Doraemon fa usare a Gian un microfono, capace di far sentire a chi canta la sua voce amplificata, e a tutti gli altri il più assoluto silenzio. Il concerto si rivela così un successo, sia per Gian che per gli ascoltatori. |                   |                   |
| 780   | 37    | Il sentimentimetro 「感覚モニター」 - Kankaku monitaa | 2 novembre 1984   | 27 marzo 2003     |
| 780   | 37    | Doraemon mostra a Nobita il sentimentimetro, un chiusky dotato di varie piccole antenne e di un berretto; chi lo indossa, può vivere le emozioni e sensazioni delle persone che hanno l'antenna. Doraemon posiziona le antenne ai suoi amici, e riesce così a copiare tutti i compiti da Dekisugi, o ad assistere a Gian che picchia Suneo. L'ultima antenna rimasta la posiziona invece su un bambino a lui sconosciuto, Naoki: grazie a ciò, quando nel giocare cade nel fiume, riesce ad arrivare in tempo e a salvarlo, evitando che anneghi. Per questo, sebbene Doraemon avesse vietato a Nobita di usare quel chiusky, non se la prenderà affatto. |                   |                   |
| 781   | 109   | La miniera liquida 「合成鉱山の素」 - Gousei kouzan no moto | 9 novembre 1984   | 28 novembre 2003  |
| 781   | 109   | Nobita nota che Doraemon mangia più dorayaki del solito e, seguendolo di nascosto, scopre che ha creato con un chiusky una vera e propria miniera di merendine. Nel frattempo Nobita incontra Suneo, che non ha più batterie per la sua automobile radiocomandata a causa di Gian, che per giocare le ha usate tutte. Suneo promette a Nobita di farlo giocare con la sua macchinina se riuscirà a procurargli nuove batterie, così Nobita e Doraemon ne creano una miniera. Suneo in seguito decide di non prestare l'automobile radiocomandata a Nobita ma in seguito, usandola, Gian la fa cadere per sbaglio nella "miniera liquida" di Nobita. Suneo perde quindi il suo gioco, mentre Doraemon e Nobita si ritrovano a possedere una miniera di batterie e automobili radiocomandate. |                   |                   |
| 782   | 39    | Il mestiere di genitore 「わからずやのパパは、のび太」 - Wakarazuyano papa ha, Nobita | 16 novembre 1984  | 28 marzo 2003     |
| 782   | 39    | Stufo dei rimproveri dei genitori, Nobita intende scappare di casa, ma arriva sul posto suo figlio Nobisuke, il quale si lamenta del pessimo comportamento dei suoi genitori (Nobita e Shizuka) e pretende di stare con Nobita e Doraemon. Questi ultimi decidono quindi di andare nel futuro, dove parlano con Nobita adulto, il quale spiega che sgrida il figlio per il suo bene, avendo lui avuto molte difficoltà nella vita a causa del suo scarso rendimento scolastico, facendo riflettere Nobita ragazzo. Nobita e Doraemon tornano nel presente e cercano di convincere Nobisuke a tornare a casa, ma lui non vuole. Per fargli capire le difficoltà a essere genitori, Doraemon porta sul posto il figlio di Nobisuke, il quale si lamenta del pessimo comportamento del padre. |                   |                   |
| 783   | 2     | Il registra realtà 「現実ビデオ化機」 - Genjitsu bideo kaki | 23 novembre 1984  | 3 marzo 2003      |
| 783   | 2     | Poiché Nobita rischia di essere espulso dalla squadra di baseball per la sua scarsa media in battuta, Doraemon gli presta il registra realtà, un chiusky capace di far ripetere un'azione più e più volte. Grazie ad esso, Nobita diventa l'eroe della squadra e riceve numerosi complimenti da Shizuka; finisce però per abusare del chiusky e così, mentre Nobita dorme, Doraemon lo usa per ritornare nel passato, vanificando quindi tutti gli sforzi dell'amico. |                   |                   |
| 784   | 111   | L'equivoco 「サイラン液でサケをもどそう」 - Sairan eki de sake womodosou | 30 novembre 1984  | 2 dicembre 2003   |
| 784   | 111   | Il padre di Nobita è triste poiché la sua bevanda preferita, il liquore al melone, è quasi finita; Nobita assicura che gliene avrebbe procurato molto altro e, grazie a Doraemon, dà vita a delle piccole uova di bottiglie di liquore che lascia in mare. Esse, come i salmoni, sarebbero cresciute in acqua e in seguito sarebbero tornate da dove erano partite. Tre giorni dopo i due amici non ritrovano le loro bottiglie, poiché – dato l'inquinamento presente nel fiume – esse non riuscivano a risalirlo. Doraemon usa allora un chiusky per depurare completamente l'acqua: i due hanno così numerose bottiglie da regalare a Nobisuke. |                   |                   |
| 785   | 41    | Scherzo camera 「ドッキリビデオ」 - Dokkiribideo | 7 dicembre 1984   | 31 marzo 2003     |
| 785   | 41    | Dopo che Gian e Suneo gli hanno fatto uno scherzo e lo hanno filmato, Nobita desidera vendicarsi. Grazie alla scherzo camera di Doraemon, lui e Nobita si vendicano su Gian e Suneo e fanno degli scherzi agli altri ragazzi. |                   |                   |
| 786   | 43    | Il talismano portafortuna 「やくよけシール」 - Yakuyoke shiiru | 14 dicembre 1984  | 1º aprile 2003    |
| 786   | 43    | Nobisuke e un suo amico vogliono andare a scalare una montagna; tuttavia litiga con Tamako, che teme per l'incolumità del marito. Doraemon allora fa provare a Nobita il talismano portafortuna, che il giorno dopo evita al ragazzo un compito in classe di matematica e anche una serie di coincidenze sfortunate. Dopo essersi convinto sulla sua efficacia, Nobita dà il talismano al padre, che parte per la montagna, riuscendo a evitare una frana. |                   |                   |
| 787   | 113   | La coda di Halley 「ハリーのしっぽ」 - Harii noshippo | 21 dicembre 1984  | 4 dicembre 2003   |
| 787   | 113   | Nobisuke legge un diario di suo nonno con scritto "una grande minaccia arriverà dall'immensità del cielo e, quando questo accadrà, i miei discendenti dovranno scavare sotto l'albero di cachi del cortile". Doraemon e Nobita, curiosi di sapere altro, scoprono che all'epoca sarebbe passata la cometa di Halley; per trattenere il fiato durante il suo passaggio, il nonno bambino avrebbe voluto una camera d'aria, ma gli avi di Gian e Suneo le acquistarono tutte. I due amici decidono di tornare indietro nel tempo per dare all'antenato un salvagente gonfiabile; subito dopo arriva la cometa, ma non causa alcun pericolo: infatti all'epoca le conoscenze scientifiche erano limitate. Tornati al presente scoprono che dove all'epoca c'era l'albero di cachi c'è il tesoro del bisnonno: il salvagente ormai distrutto.                                                                             |                   |                   |
| 788   | 45    | La batteria raccogli energia 「力電池」 - Chikara denchi | 28 dicembre 1984  | 2 aprile 2003     |
| 788   | 45    | Stufo che Gian lo maltratti, Nobita vorrebbe raccogliere tanta energia per vendicarsi. Doraemon dà quindi all'amico la batteria raccogli energia, in grado di raccogliere l'energia e usarla per essere più forti. Successivamente sfida Gian a un duello con la batteria, ma si ritrova costantemente senza energia. Arrivato al parco abbandonato – il luogo convenuto – Nobita solleva un'automobile per salvare un gattino: la batteria si scarica, ma Gian è terrorizzato e decide di fuggire. |                   |                   |

## Speciali
| Nº  | Giapponese 「Kanji」 - Rōmaji - Traduzione letterale                       | In onda         | In onda  |
| Nº  | Giapponese 「Kanji」 - Rōmaji - Traduzione letterale                       | Giapponese      | Italiano |
| S27 | 「お子さまハンググライダー」 - Okosama hanguguraidā – "Il deltaplano"      | 1º gennaio 1984 | inedito  |
| S28 | 「のび太のガリバー旅行」 - Nobita no garibā ryokō – "I viaggi di Gulliver" | 1º gennaio 1984 | inedito  |
| S29 | 「さらばキー坊」 - Saraba kī bō – "Addio, Ragazzo-chiave"                  | 6 aprile 1984   | inedito  |
| S30 | 「ドンジャラ村のホイ」 - Donjara-mura no hoi – "Il villaggio di Donjara"   | 10 agosto 1984  | inedito  |